# Corringham (Essex)
Corringham est une ville anglaise, située dans l'autorité unitaire de Thurrock, dans le comté de l'Essex.

## Source
- (en) Cet article est partiellement ou en totalité issu de l’article de Wikipédia en anglais intitulé « Corringham, Essex » (voir la liste des auteurs).